# Jabiru american
Jabiru american (Jabiru mycteria) este o barză mare care se găsește în America din Mexic în Argentina, cu excepția vestului Anzilor. Uneori rătăcește în Statele Unite, de obicei în Texas, însă  a fost raportată până în Mississippi. Cel mai frecvent se găsește în regiunea Pantanal din Brazilia și în regiunea Chaco de Est din Paraguay. Este singurul membru al genului Jabiru. Numele provine din limba tupi–guaraní și înseamnă „gât umflat”.